# سنگ‌نگاره نیمه‌تمام آذرنرسی
سنگ‌نگاره نیمه‌تمام آذرنرسی درست در بالای سنگ‌نگاره نبرد هرمز، حجاری شده‌است که برای قسمت پایینی آن، لبهٔ بالایی صحنهٔ نبرد هرمزد دوم را کمی از بین برده و آنطور که اشمیت متوجه شده، این امر دلالت بر آن دارد که نقش بالایی جدیدتر است و چون تراشندهٔ مجلس بالایی دقت کافی داشته که به تاج و گوی شهریاری هرمزد دوم آسیبی نرساند، معلوم است که به وی احترام فراوان می‌گذاشته و با وی نزدیکی کامل داشته‌است. از سوی دیگر چون نقش برجسته را ناقص گذارده‌اند، پیداست که فرصت نبوده تا آن را تمام کنند. به همین دلیل این سنگ‌تراشی به آذرنرسی، پسر هرمز دوم که فقط چند ماه پادشاهی کرد و توسط بزرگان از سلطنت خلع شد، تعلق دارد.
جزئیات نقش بسیار خراب شده ولی می‌توان تصویر پادشاهی با ریش که بر تخت شاهی نشسته‌است و دستانش را بر شمشیر یا عصایی گذاشته، تشخیص داد. اثری از دو نفر که در دو جانب پادشاه قرار دارند نیز معین شده‌است.

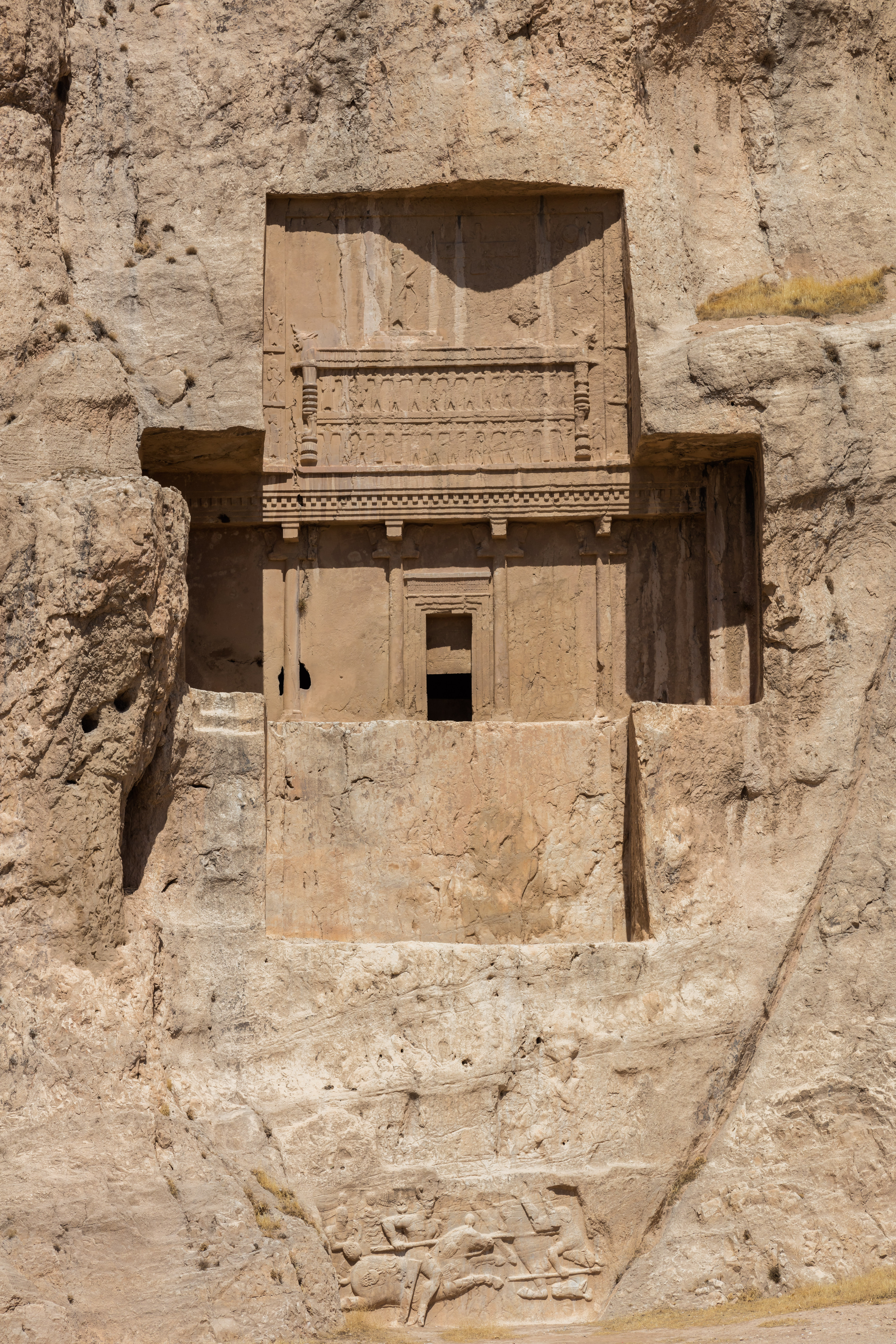
سنگ‌نگاره نیمه‌تمام آذرنرسی میان آرامگاه اردشیر یکم (بالا) و سنگ‌نگاره نبرد هرمز دوم (پایین) در کوه حاجی‌آباد نقش رستم